# I The Mighty
I The Mighty är ett progressiv- / indie- / alternativ rock-band från San Francisco bestående av Brent Walsh, Ian Pedigo, Chris Hinkley och Blake Dahlinger.

## Historia
Bandet bildades 2007 och bestod till en början av Brent Walsh på sång och gitarr, Ian Pedigo på gitarr och Chris Hinkley på bas. Från och med sin tredje EP, Karma Never Sleeps är bandet knutet till bolaget Equal Vision Records.

## Medlemmar
- Brent Walsh – sång, gitarr (2007–)
- Ian Pedigo – gitarr, bakgrundssång (2007–)
- Chris Hinkley – basgitarr, bakgrundssång (2008–)
- Blake Dahlinger – trummor, percussion (2008–)

## Diskografi
Studioalbum
- We Speak (2010)
- Satori (2013)
- Connector (2015)
- Where the Mind Wants to Go / Where You Let It Go (2017)

EPs
- I The Mighty (2008)
- Hearts And Spades (2010)
- Karma Never Sleeps (2012)
- Oil in Water (2016)

Singlar
| År   | Titel                | Album              |
| ---- | -------------------- | ------------------ |
| 2012 | "Cutting Room Floor" | Karma Never Sleeps |